# Józefów (gmina w województwie lubelskim)

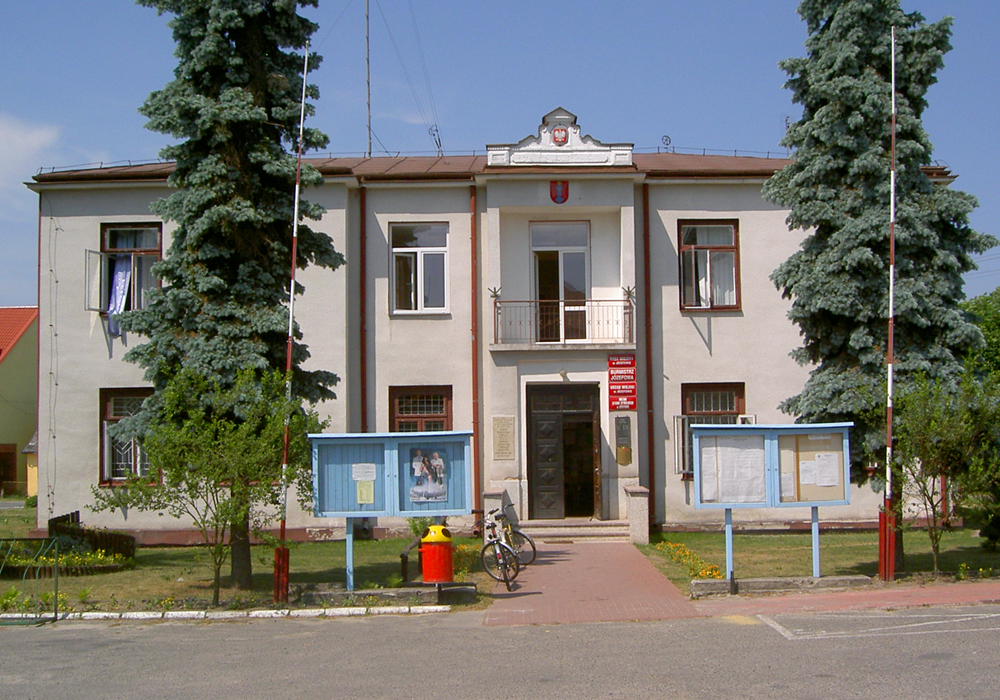
Urząd Miasta i Gminy Józefów

Józefów (do 1954 gmina Aleksandrów) – gmina miejsko-wiejska w województwie lubelskim, w powiecie biłgorajskim. W latach 1975–1998 gmina położona była w województwie zamojskim.
Siedzibą gminy jest miasto Józefów.
Według danych z 31 grudnia 2006 gminę zamieszkiwało 7207 osób. Natomiast według danych z 31 grudnia 2019 roku gminę zamieszkiwały 6733 osoby.
1 stycznia 1992 z zachodniej części gminy Józefów utworzono gminę Aleksandrów z siedzibą w Aleksandrowie.

## Ochrona przyrody
Na obszarze gminy znajdują się następujące rezerwaty przyrody:
- rezerwat przyrody Szum – chroni krajobraz przełomowego odcinka potoku Szum ze skupieniami górskich roślin oraz lasem zboczowym i terasą nadrzeczną;
- rezerwat przyrody Czartowe Pole – chroni krajobrazu odcinka doliny potoku Sopot porosłej lasem mieszanym z rzadkimi gatunkami roślin i zwierząt oraz licznymi wodospadami.

## Struktura powierzchni
Według danych z roku 2002 gmina Józefów ma obszar 124,72 km², w tym:
- użytki rolne: 38%
- użytki leśne: 56%

Gmina stanowi 7,43% powierzchni powiatu.

## Demografia

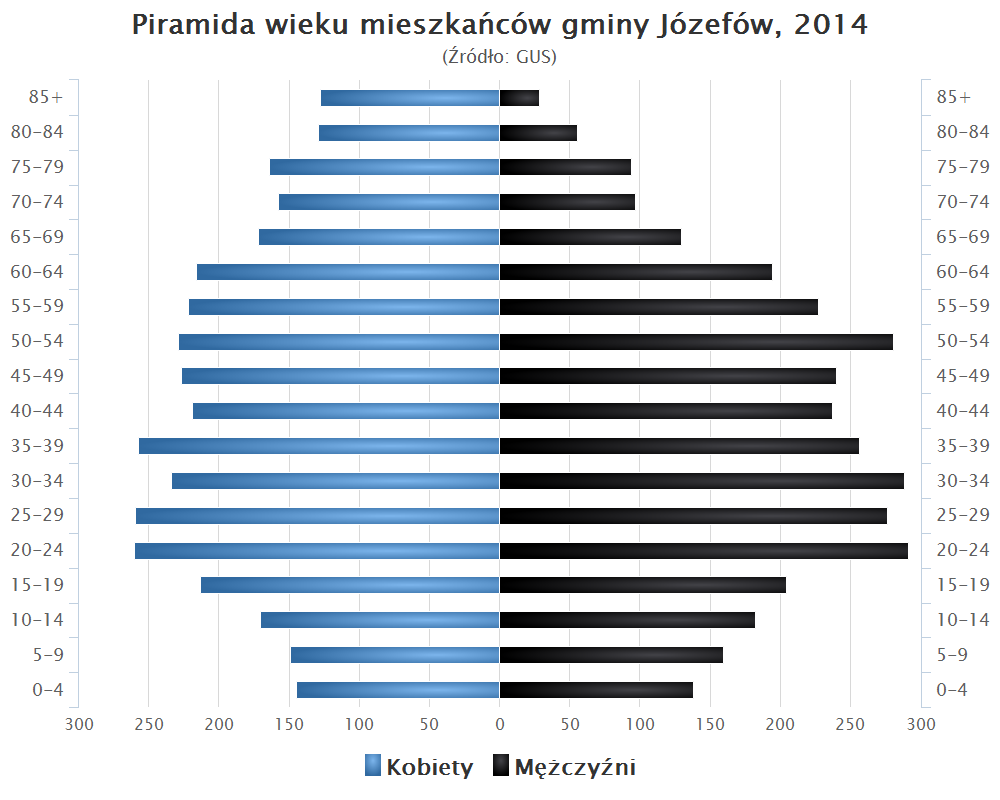
Piramida wieku mieszkańców gminy Józefów w 2014 roku

Dane z 30 czerwca 2004:
| Opis                              | Ogółem | Ogółem | Kobiety | Kobiety | Mężczyźni | Mężczyźni |
| --------------------------------- | ------ | ------ | ------- | ------- | --------- | --------- |
| jednostka                         | osób   | %      | osób    | %       | osób      | %         |
| populacja                         | 7 338  | 100    | 3691    | 50,3    | 3647      | 49,7      |
| gęstość zaludnienia (mieszk./km²) | 58,8   | 58,8   | 29,6    | 29,6    | 29,2      | 29,2      |

## Sołectwa
Borowina, Brzeziny, Czarny Las, Długi Kąt, Górecko Stare, Górniki, Hamernia, Majdan Kasztelański, Majdan Nepryski, Samsonówka, Siedliska, Stanisławów, Szopowe, Tarnowola
Natomiast na terenie miasta Józefów utworzono trzy osiedla: Józefów Centrum, Józefów Morgi i Józefów Pardysówka

## Sąsiednie gminy
Aleksandrów, Krasnobród, Łukowa, Susiec, Tereszpol, Zwierzyniec